# Божко Вирянец
Божко (Боге) Димитров, известен като Вирянец или Вирчанец (на сръбски: Бошко Митровић Вирјанац, Вирчанац) е сърбомански революционер, войвода на чета на Сръбската въоръжена пропаганда в Македония в началото на XX век.

## Биография
Божко войвода е роден в поречкото сърбоманско село Вир, откъдето идва и прякорът му Вирянец. Оглавява чета на сръбската пропаганда. Според български данни към 1911 година Божко войвода е на редовна сръбска заплата от 3 лири месечно.
В 1913 година Божко Вирянец участва в потушаването на българо-албанското Охридско-Дебърско въстание срещу новата сръбска власт. По това време четата му изтезава жителите на Долно Гюгянци Панзо Насев, Андон Марков, Траян Йованов, Копе Костов и Гина Манасова. В 1914 година участва в унищожаването на българската чета на Владимир Сланков и загива в сражението на 8/26 август 1914 година.